# جوي شيستنت
جوي شيستنت (بالإنجليزية: Joey Chestnut)‏ (مواليد 25 نوفمبر 1983) يلقب بالفك المفترس طالب هندسة و صاحب أرقام قياسية بسرعة التهام الطعام، أصبح مؤخراً بطل أكل أجنحة الدجاج في أمريكا بعد التهامه 191 جناح دجاجة في 12 دقيقة. في 4 يوليو 2007، فاز تشستنات بمسابقة ناثانز السنوية الثانية والتسعين لأكل الهوت دوج التي أقيمت في مدينة نيويورك. هزم تشستنات تايكرو ”تسونامي“ كوباياشي حامل اللقب ست مرات، وذلك بعد أن استهلك 66 هوت دوج في 12 دقيقة وهو رقم قياسي عالمي، بعد أن خسر أمام كوباياشي في عامي 2005 و2006. استمر تشستنات في الفوز بثمانية ألقاب متتالية من 2007 إلى 2014، محققًا رقمًا قياسيًا في ناثانز بلغ 69 هوت دوغ في عام 2013.

## وصلات خارجية
- أمريكي يلتهم 191 جناح دجاج خلال 12 دقيقة-أخبار مصر